# Eupithecia semirufescens
Eupithecia semirufescens är en fjärilsart som beskrevs av W. Warren 1906. Eupithecia semirufescens ingår i släktet Eupithecia och familjen mätare. Inga underarter finns listade i Catalogue of Life.